# 克莱鲁瓦
克莱鲁瓦（法語：Clairoix，法語發音：[klɛʁwa]）是法国瓦兹省的一个市镇，属于贡比涅区。

## 地理
克莱鲁瓦（49°26'33"N, 2°50'49"E）面积4.7 平方千米，位于法国上法蘭西大區瓦兹省，该省份为法国北部内陆省份，北起索姆省，西接厄尔省和滨海塞纳省，南至塞纳-马恩省和瓦兹河谷省，东临埃纳省。
与克莱鲁瓦接壤的市镇（或旧市镇、城区）包括：比安维尔、舒瓦西欧巴克、贡比涅、库丹、让维尔、隆格伊-阿内勒、马尔尼莱贡比涅。

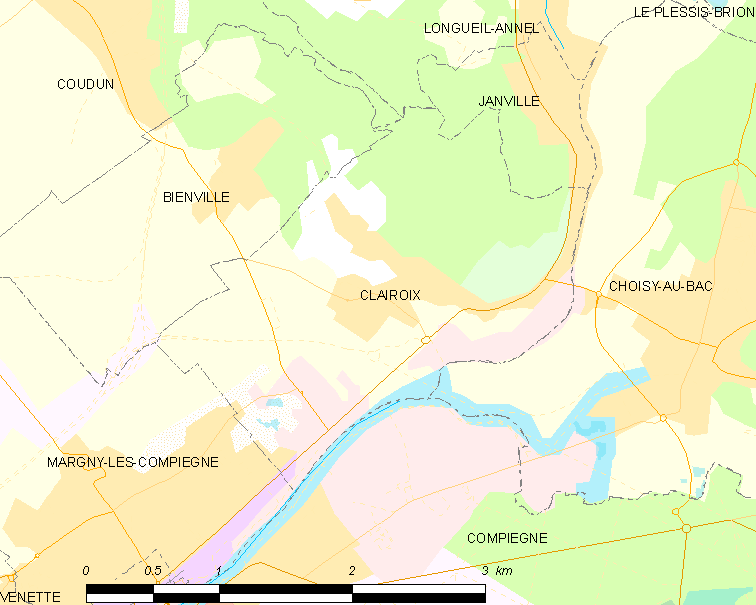
克莱鲁瓦的OSM定位图

克莱鲁瓦的时区为UTC+01:00、UTC+02:00（夏令时）。

## 行政
克莱鲁瓦的邮政编码为60280，INSEE市镇编码为60156。

## 政治
克莱鲁瓦所属的省级选区为贡比涅第一县。

## 人口

1962-2008年间克莱鲁瓦人口变化图示

克莱鲁瓦于2022年1月1日时的人口数量为2220人。